# Tobias Hysén
Tobias Hysén est un footballeur suédois né le 9 mars 1982 à Göteborg, qui évoluait au poste d’attaquant.

## Biographie
Tobias est le fils de l'ancien footballeur Glenn Hysén qui est connu pour avoir évolué sous les couleurs de Liverpool. Il est également le frère aîné d'Anton Hysén connu pour être l'un des rares footballeurs professionnels ouvertement homosexuels.

## Palmarès
Djurgårdens IF
- Championnat de Suède
  - Champion (1) : 2005
- Coupe de Suède
  - Vainqueur (2) : 2004, 2005

 Sunderland AFC
- Championship (D2)
  - Champion (1) : 2007

 IFK Göteborg
- Championnat de Suède
  - Champion (1) : 2007
- Coupe de Suède
  - Vainqueur (2) : 2008 et 2013
- Supercoupe de Suède
  - Vainqueur (1) : 2008

### Distinction personnelle
- Meilleur buteur du championnat de Suède : 2009